# Falsobrium minutum
Falsobrium minutum là một loài bọ cánh cứng trong họ Cerambycidae.